# NGC 2174
NGC 2174, también conocida como Nebulosa Cabeza de Mono, es una nebulosa de región H II situada en la constelación de Orión. Siendo próxima a él, se asocia con el cúmulo abierto Cr 84. La distancia a la Tierra se ha estimado en el equivalente aproximado a 6.400 años luz. Es posible que se haya generado por colapso jerárquico.

## Cr 84
El cúmulo abierto Cr 84 (también conocido como OCL 476 y como NGC 2175) se ubica  en la constelación de Orión. Lo descubrió Giovanni Battista Odierna antes de 1654. Independientemente lo descubrió Karl Christian Bruhns en 1857. NGC 2175 está a una distancia de unos 6.350 años luz de la Tierra.
Lo rodea la nebulosa Sh2-252 del catálogo de Sharpless. Es decir el objeto NGC 2175 se encuentra dentro del NG 2174.